# باربرا هالوران غيبونز
باربرا هالوران غيبونز (بالإنجليزية: Barbara Halloran Gibbons)‏ هي كاتبة العمود وصحفية أمريكية، ولدت في 9 أكتوبر 1934، وتوفيت في 26 مارس 2014 في دالاس في الولايات المتحدة.